# Centre Excursionista Els Blaus
Centre Excursionista els Blaus és una entitat cultural i excursionista sense ànim de lucre del barri de Sarrià (Barcelona). Fundada el dia 11 d'octubre de 1920, té com a objectiu el foment i la pràctica de l'excursionisme en tots els seus vessants esportius i culturals, i paral·lelament promou altres activitats culturals, com exposicions de fotografia, pintures, vetllades musicals i poètiques, i xerrades sobre història local.
El nom procedeix de la roba de treball dels seus fundadors, propi dels oficis d'aquella època.
Entre 1921 i 1936 es publiquen 41 butlletins de gran qualitat amb les ressenyes de les activitats, exposicions i pessebres monumentals,i a partir de 1942 publica butlletíns i circulars Els Blaus, revista periodica on expliquen les activitats que organitzen. És membre de la Federació d'Entitats Excursionistes de Catalunya (FEEC).
Després de la Guerra civil espanyola fou clausurat per les autoritats franquistes fins al 1942. El 1946 va fer una exposició d'art al seu local de caràcter antiacadèmic i que es considera un dels antecedents del grup Dau al Set. Va mantenir també un temps una colla sardanista i té la seva pròpia secció d'arqueologia. El 1995 va rebre la Creu de Sant Jordi i el 2004 la Medalla d'Honor de Barcelona. L'any 2013 s'inaugurà la Placeta dels Blaus, un espai públic al barri de Sarrià, situat a la cantonada entre l'avinguda de JV Foix, el carrer del Pedró de la Creu i el carrer del Trinquet.